# FLWM
FLWM (от англ. Fast Light Window Manager) — простой и минималистичный менеджер окон X Window System. 
Является продолжением идей оконного менеджера wm2, написанного Крисом Канамом. FLWM отличается низкими запросами к ресурсам компьютера и представляет собой одно из наиболее минималистичных решений в своём классе, благодаря чему является оконным менеджером по умолчанию для дистрибутива Tiny Core Linux, выделяющегося предельной миниатюрностью и легковесностью.
Написан на языке C++ и свободно распространяется по лицензии GNU General Public License.

## Особенности
FLWM Написан на C++ с использованием GUI фреймворка FLTK.
В отличие от большинства оконных менеджеров, заголовок окна, содержащий элементы управления им, в FLWM расположен вертикально и находится слева от основного содержания окна. В FLWM это кнопки сворачивания окна, максимизации его размера по горизонтали и вертикали, текстовая метка, отображающая имя окна, и расположенная в самом низу кнопка его закрытия.
FLWM позволяет динамически создавать произвольное количество виртуальных рабочих столов и переключаться между ними через меню, или с использованием клавиатуры. Меню появляется при нажатии любой кнопки мыши на не занятом окном программы участке экрана, или правой кнопкой мыши на границе окна. Его содержимым можно управлять, помещая символические ссылки или shell-скрипты в поддиректории расположенной в домашнем каталоге скрытой папки ~/.wmx/. По умолчанию меню содержит команды создания нового виртуального рабочего стола, нового терминала и выхода из системы. FLWM не используются темы. Палитра цветов может быть задана через командную строку, цветом десктопа можно также управлять через параметры X-сервера, задаваемые в файле ~/.Xresources.

## Комментарии
1. ↑  Верхняя пустая кнопка полностью скрывает окно, «иконизированное» таким образом окно можно восстановить через меню[8]
2. ↑  Включая среднюю